# Велика Любаша
Вели́ка Любаша — село в Україні, у Рівненському районі Рівненської області. Населення становить понад 800 осіб.

## Символіка
Символи затверджені 28 листопада 2024 року рішенням Костопільської міської ради. Автори – А. Гречило та Ю. Терлецький.

### Герб
У щиті вузька срібна кроква, у верхніх червоних полях обабіч - по золотому молотку, у нижньому чорному полі - срібна мурована піч із червоним отвором, над нею - золота 4-променева зоря.
Мурована піч та зоря означають давні промисли виплавки заліза з болотної руди, а молотки символізують завод металевих виробів, що сприяли розвитку поселення. Кроква утворює літеру «Л» і вказує на назву села. Червоний та чорний кольори підкреслюють традиції національно-визвольної боротьби. Щит увінчано золотою сільською короною з колосків, що вказує на статус села.

### Прапор
Квадратне полотнище, з нижніх кутів до середини верхнього краю йдуть дві білі смуги (завширшки в 1/9 сторони прапора); у верхніх червоних полях обабіч - по жовтому молотку, у нижньому чорному полі - біла мурована піч із червоним отвором, над нею - жовта 4-променева зоря.

## Історія

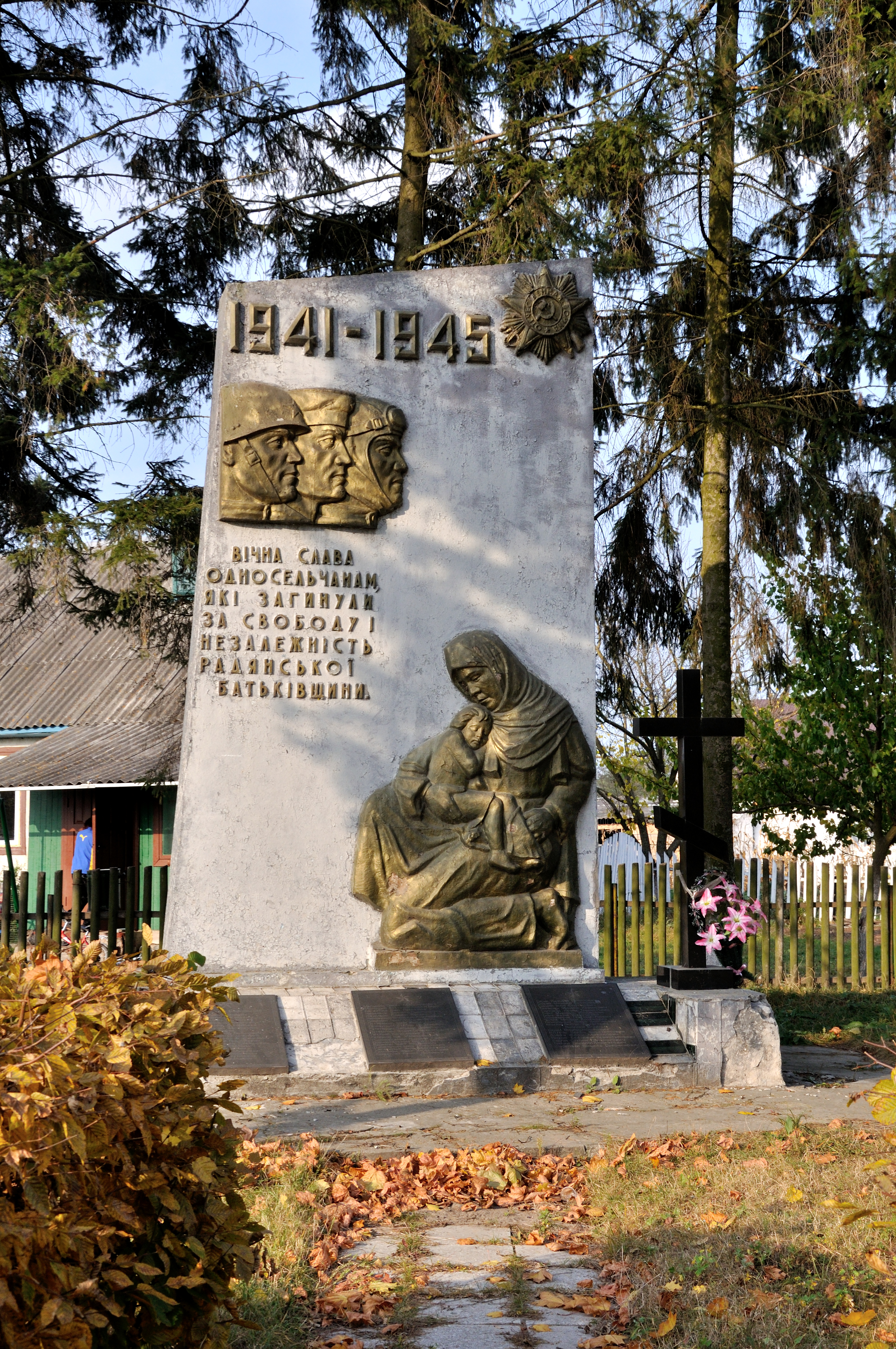
Пам'ятник воїнам-односельчанам і жертвам УБН, с. Велика Любаша,.jpg

З розповідей старожилів відомо, що село стародавнє: воно існує більше 400 років.

### Версії щодо походження назви
Перша версія походження села: землі села належали багатому поміщику, який на честь своєї старшої дочки Люби заснував поселення під назвою «Велика Любаша». Згідно іншого переказу: колись, у давнину річка, що протікає посеред села мала назву Любаша. І від назви річки, яка згодом з невідомих причин перейменована на Замчисько, походить назва села.

### Дорадянський період
За переказами старожилів у давнину тут побував Богдан Хмельницький, який поставив старшим у селі козака Лобача. Після загибелі козака до вдови пристав у прийми син пана Горохольського, який проживав у селі Космачів.
Село В.Любаша в XVI ст. належало князям Острозьким, пізніше Чарторийським, котрі розвинули тут різні промисли. Вони збудували завод з видобутку залізної руди (звідси — Руда), а з XIX ст. він перетворений на завод залізних виробів. На тому місці, де видобували залізну руду, місцеві мешканці часто знаходили так званий жужіль — «перепалене каміння».
За кріпосного права, щоб мати проточну воду, поміщик наказав прокопати канал довжиною до 2 км, шириною — до 30 м, глибиною понад 5 м. Канал виходив від річки Горинь і знову з'єднувався з нею через річку Замчисько.
В 1742 році за кошти парафіян була збудована дерев'яна церква.
Через 100 років приміщення церкви було відремонтоване на пожертвування прихожан і поміщика князя Радзивілла.
Засновником династії служителів місцевої церкви став священик І. Г. Боруцький, його справу продовжили син Михайло, онук Андрій.
Школа в селі виникла приблизно в першій половині XIX ст. ЇЇ побудували на пагорбі за річкою Замчисько, неподалік церкви; мала статус церковно-приходської. Дітей навчав дяк.
У 1875 році приміщення навчального закладу згоріло.
Під час російської революції 1905 р. на боротьбу проти експлуататорів піднялося і місцеве населення; замки князів Радзівілова, а пізніше і Чарторійського були розгромлені і спалені.
Селяни піднялись на боротьбу проти панів, останні повтікали до Луцька, а вже звідти повернулися із значними загонами війська і жорстоко розправилися із повсталими.
В 1908 році в селі було 385 дворів, що зареєстровано в «Списках населених пунктів Волинської губернії за 1909 рік» з населенням 737 чоловік.
У 1921 році засновано польську школу — три класи, проте через 2 роки її закрили через те, що батьки не хотіли викладання польською мовою.
У 30-х роках у селі існувала 4-класна школа, яка знаходилася у будинку священика Боруцького М. М. Цей будинок зберігся і досі. За радянських часів він став основним приміщенням Великолюбашської школи.

### Радянський період
Після вересневих подій 1939 року відкрито початкову школу з українською мовою навчання.
Під час Другої світової війни село окуповане німцями. Зустрівши опір місцевих жителів, фашисти палили будинки, інколи спалювали живцем у вогні людей, розстрілювали їх, вішали, піддавали тортурам; хто мав змогу — ховалися в лісі.
1942 року храм спалений фашистськими окупантами.
Під час Другої світової війни, а саме 14 травня 1943 р., німецький каральний загін оточив це село з метою його повного знищення. Німецькі карателі почали палити хати й розстрілювати населення, проте несподівану відсіч їм дали дві сотні УПА, що дислокувалися на той час в навколишніх лісах. Завдяки відважним діям бійців УПА німецьких карателів було знищено, а населення села врятоване.
Під час війни школа закрита, а навчання відновлено весною 1944 року. Пізніше приміщення добудоване, а з 1952 р. реорганізована у семирічку. У 1962—1963 навч. р., за часів Хрущова, було запроваджено 11-річне навчання.
В листопаді 1943 року село захоплене партизанами з'єднання двічі Героя Радянського Союзу С. А. Ковпака.
13 лютого 1944 року невідомий загін УПА атакував село і спробував опанувати військовий шпиталь № 550. П'ять червоноармійців було вбито, 25 коней та п'ятнадцять возів захоплено, п'ять коней убито.
В 1954 році згідно рішення Ровенської облради від 20.11.54 року ліквідовано виконавчий комітет Великолюбашанської сільської ради, а село включено до Підлужненської сільради.
В 1957 році на території села організоване Костопільське звірогосподарство по вирощуванні песців, норок, лисиць.
На кінець 60 поч.70 р.р. на правому березі р. Замчиська працювала Великолюбаська електростанція.
У 1986 р. в приміщенні колишньої середньої школи була відкрита лікарська амбулаторія, очолювана Лією Сенюк. Наприкінці 2001 року сільська амбулаторія отримала статус амбулаторії загальної практики сімейної медицини.

### Новітня історія
- 1990 року розпочалося спорудження нової церкви на тому самому місці, де раніше стояла сільська святиня. Минуло якихось 2 роки — і храм було збудовано.
- Урочисте відкриття Свято-Миколаївського храму Київського патріархату відбулося 19 травня 1992 року священиком Андрієм Михайловичем Кононцем.
- За ініціативи Костопільського районного братства ОУН-УПА імені генерал-хорунжого Клима Савура, підтримки голови Головинської сільської ради Леонтія Вдовиченка та народного депутата України Миколи Кучерука, 3-го серпня 2013 року на цвинтарі у с. Велика Любаша було реставровано і впорядковано братську могилу трьох вояків УПА, які загинули від рук нкведистів. Серед них: Циган Сотенний Невідомий, Прометей Бунчужний Невідомий та Олексійчук Олексій Ворфоломійович. Дерев'яний хрест було замінено на кам'яний, а надгробок реконструйовано. Відбулося поминальне освячення місця захоронення українських повстанців.

## Населення
Згідно з переписом УРСР 1989 року чисельність наявного населення села становила 1183 особи, з яких 561 чоловік та 622 жінки.
За переписом населення України 2001 року в селі мешкало 985 осіб.

### Мова
Розподіл населення за рідною мовою за даними перепису 2001 року:
| Мова       | Відсоток |
| ---------- | -------- |
| українська | 99,19 %  |
| російська  | 0,71 %   |
| білоруська | 0,10 %   |

## Відомі люди

### Народились
- Константинович Євдокія Василівна — викладач історії і географії, заступник директора із заочного навчання Костопільського педагогічного училища Ровенської області. Депутат Верховної Ради УРСР 2-го скликання.
- Онацька Галина Миколаївна (* 1966) — українська поетеса і громадський діяч.

## Цікаво
- Дорогою з Костополя до Великої Любаші встановлено пам'ятний знак, присвячений генералу Ватутіну, бо колгосп підлуженської сільради був названий імені Ватутіна. Не зрозуміло, з якого приводу. Адже поранення в стегно, після якого він був переправлений у київський шпиталь і помер внаслідок гангрени, Ватутін М. Ф. отримав в Острозькому районі поблизу села Милятин, у ході бою із загоном УПА; як стверджують документи, дорогою з Рівного на Славуту; а це південніше на 30 км. У 2015 році пам'ятник був демонтований.
- На північному сході від села знаходяться кілька ДОТів часів Польщі
- Один з ДОТів використовується на передавальному центрі в/ч А2798 як стрілецький 25-метровий тир
- Найближча річка Замчисько, протікає також через Костопіль.